# Gisèle Casadesus
Gisèle Casadesus (14. juni 1914 - 24. september 2017) var en fransk skuespillerinde.
Gisèle Casadesus spillede primært roller på teateret, men har også medvirket i en lang række film, så som Den kongelige familie og Pindsvinet.
Hun var aktiv også i sin høje alder og medvirkede som 96-årig i filmen Mine eftermiddage med Margueritte (2010) i den kvindelige hovedrolle som Margueritte, hvor hun spillede en ældre dame, der har forladt sin familie. I filmen spillede hun overfor Gérard Depardieu.

## Filmografi i udvalg
- 1934 : L'aventurier
- 1947 : Les aventures de Casanova de Jean Boyer
- 1976 : Une femme fidèle af Roger Vadim
- 2005 : Den kongelige familie (Palais royal!) med Catherine Deneuve
- 2009 : Inside ring (Le premier cercle) med Jean Reno
- 2009 : Pindsvinet (Le hérisson) med Josiane Balasko
- 2010 : Mine eftermiddage med Margueritte (La tête en friche) med Gérard Depardieu
- 2010 : De kalder hende Sarah (elle s'appelait Sarah) med Kristin Scott Thomas
- 2013 : Sous le figuier af Anne-Marie Daniel med Anne Consigny
- 2014 : Week-ends af Anne Villacèque med Karin Viard